# La Chapelle (Charente)
La Chapelle is een gemeente in het Franse departement Charente (regio Nouvelle-Aquitaine) en telt 151 inwoners (1999). De plaats maakt deel uit van het arrondissement Angoulême.

## Geografie
De oppervlakte van La Chapelle bedraagt 7,8 km², de bevolkingsdichtheid is 19,4 inwoners per km².
De onderstaande kaart toont de ligging van La Chapelle (Charente) met de belangrijkste infrastructuur en aangrenzende gemeenten.

## Demografie
Onderstaande figuur toont het verloop van het inwonertal (bron: INSEE-tellingen).